# Barthel Hrouda
Barthel-Fritz Hrouda (* 28. Juni 1929 in Berlin; † 19. Juli 2009 in Germering) war ein deutscher Vorderasiatischer Archäologe.
Barthel Hrouda wurde als Sohn des Verwaltungsinspektors Fritz H. Hrouda und seiner Frau Frieda, geborene Seelow in Berlin geboren. Er besuchte das Gymnasium zum Grauen Kloster in Berlin. 1955 promovierte er an der Freien Universität Berlin mit einer Arbeit zum Thema Die bemalte Keramik des zweiten Jahrtausends in Nordmesopotamien und Nordsyrien. Im Jahr 1960 holte ihn Rolf Hachmann als Assistenten an die Universität des Saarlandes, wo er sich 1963 habilitierte und danach als Privatdozent tätig war. 1964 wurde Hrouda außerordentlicher Professor in München und 1967 ordentlicher Professor in Berlin. Von 1969 bis zu seiner Emeritierung 1994 war Hrouda Inhaber des Lehrstuhls für Vorderasiatische Archäologie an der Ludwig-Maximilians-Universität München. Zuletzt lebte er in Germering. Er war seit 1957 verheiratet und hatte drei Kinder.
Als Feldforscher war Barthel Hrouda sehr aktiv und führte Ausgrabungen im Irak (Isin) und der Türkei (Sirkeli Höyük) durch. 1989/90 begann unter seiner Leitung eine neue Grabungskampagne in Assur. Durch den Golfkrieg konnte sie jedoch nicht zu Ende gebracht werden. Hrouda war seitdem darum bemüht, die archäologischen Denkmäler im Irak zu schützen. So war er 2003 Teilnehmer einer Tagung der UNESCO und Mitinitiator des Aufrufs zur wissenschaftlichen Hilfeleistung im Irak. Er war seit 1965 ordentliches Mitglied des Deutschen Archäologischen Instituts, seit 1980 ordentliches Mitglied der Bayerischen Akademie der Wissenschaften (Kommission für Keilschriftforschung und Vorderasiatische Archäologie), seit 1981 der königlich-belgischen Akademie der Wissenschaften, der Literatur und der schönen Künste, seit 1989/1990 (?) Ehrenmitglied der Türk Tarih Kurumu (Ankara) und seit 1991 ordentliches Mitglied der Academia Scientiarum et Artium Europaea.
Man kann Hrouda als einen der Doyens seines Faches in Deutschland bezeichnen. Mit seinem Kollegen, dem Philologen Dietz Otto Edzard, prägte er die moderne Wissenschaft des Alten Orients in Deutschland in der zweiten Hälfte des 20. Jahrhunderts maßgeblich mit. Sein 1971 erschienenes Handbuch der Archäologie, Vorderasien I ist ein internationales Standardwerk in Forschung und Lehre.

## Schriften
- Die bemalte Keramik des zweiten Jahrtausends in Nordmesopotamien und Nordsyrien. Verlag Gebr. Mann, Berlin 1957 (= Istanbuler Forschungen. Bd. 19).
- Tell Halaf IV. Die Kleinfunde aus historischer Zeit, 1962.
- Die Kulturgeschichte des assyrischen Flachbildes. Habelt, Bonn 1965.
- Vorderasien I: Mesopotamien, Babylonien, Iran und Anatolien. In: Handbuch der Archäologie. München 1971.
- Herausgeber: Walter Andrae: Das wiedererstandene Assur, 1977.
- Isin-Isan Bahriyat. Die Ergebnisse der Ausgrabungen. Band I, 1977; Band II, 1981; Band III, 1986 und Band IV, 1992.
- Herausgeber: Methoden der Archäologie. Eine Einführung in ihre naturwissenschaftlichen Techniken. C. H. Beck, München 1988.
- Herausgeber: Robert Koldewey: Das wiedererstehende Babylon. C. H. Beck, München 1990.
- mit Jean Bottéro u. a. (Hrsg.): Der alte Orient. Geschichte und Kultur des alten Vorderasiens. Bertelsmann, Gütersloh 1991 (Übersetzungen ins Spanische und Französische).
- mit Stephan Kroll, Peter Z. Spanos (Hrsg.): Von Uruk nach Tuttul. Eine Festschrift für Eva Strommenger. Studien und Aufsätze von Kollegen und Freunden. Profil Verlag, München/Wien 1992.
- Mesopotamien. Die antiken Kulturen zwischen Euphrat und Tigris. C.H. Beck, München 1997 (= Beck’sche Reihe Wissen).
- mit Eva Strommenger und Wolfram Nagel: Vorderasiatische Altertumskunde. Forschungsinhalte und Perspektiven seit 1945. Böhlau Verlag, Köln 2009.